# Ngampon (Jepon)
Ngampon is een bestuurslaag in het regentschap Blora van de provincie Midden-Java, Indonesië. Ngampon telt 1187 inwoners (volkstelling 2010).